# Kordes (Ochsenhausen)
Kordes ist ein Wohnplatz in der Gemarkung des Stadtteils Mittelbuch der Stadt Ochsenhausen im Landkreis Biberach in Baden-Württemberg.

## Lage
Der Hof Kordes liegt etwa einen halben Kilometer nordöstlich von Mittelbuch an der K 7569, die als Verbindungsstraße von Mittelbuch nach Ochsenhausen führt.

## Geschichte
Auf dem Messtischblatt Nr. 7925 Ochsenhausen von 1918 war der Ort als Kordes mit einem Gebäude verzeichnet. Kordes war ein Ortsteil der Gemeinde Mittelbuch. Mit ihrer Auflösung am 1. Januar 1975 kam der Ort zu Ochsenhausen. Heute befinden sich etwa ein halbes Dutzend Gebäude vor Ort.